# Wilhelm Lesser

Wilhelm Lesser – Bürgermeister von Wandsbek

Wilhelm Lesser (* 9. Mai 1812 in Kopenhagen; † 11. Februar 1889 in Kiel) war Beamter, Bahnvorstand und Politiker.

## Leben

### Studium
Nach dem Schulbesuch in Rendsburg studierte Lesser ab dem 25. April 1831 Rechtswissenschaften an der Universität Kiel und wurde dort 1831 Mitglied des engeren Vereins der Alten Kieler Burschenschaft. Am 27. Oktober 1832 wechselte er zum weiteren Studium an die Universität Heidelberg und wurde dort Mitglied des engeren Vereins der Heidelberger Burschenschaft. Er hatte in Heidelberg Kontakte mit Teilnehmern des Sturms auf die Frankfurter Hauptwache am 3. April 1833. Nach der Rückkehr an die Universität Kiel erfolgten Verhöre wegen seiner Heidelberger Burschenschaftsaktivitäten. Im Zuge der Demagogenverfolgung wurde er deswegen im Schwarzen Buch der Frankfurter Bundeszentralbehörde (1833–1838) unter Nr. 1024 aufgeführt. 1838 schloss Lesser seine Studien mit der Prüfung in Schleswiger Recht ab.

### Tätigkeit in Kopenhagen
1838 begann Lesser sein Berufsleben als Volontär im Deutschen Sekretariat der Rentekammer in Kopenhagen. Am 2. März 1841 wurde er zum Generalbevollmächtigten im Expeditionskontor für Schleswiger Angelegenheiten, am 11. Januar 1843 zusätzlich zum Sekretär der Königlichen Eisenbahnkommission ernannt. 1844 wurde er Kammerrat und Chef des Expeditions-Comptoirs für Schleswigsche Sachen.

### Schleswig-Holsteinischer Krieg
Am 24. März 1848 legte Lesser sein Amt in Kopenhagen nieder und schloss sich der Provisorischen Regierung in Kiel unter Wilhelm Beseler als Chef des Büros für Finanzsachen an. Nach der Niederlage im Schleswig-Holsteinischen Krieg und der Eroberung Schleswigs durch die Dänen verlor er seine Stelle und musste Schleswig verlassen.

### Eisenbahn
Ab Mitte 1852 war Lesser Bürochef der Thüringischen Eisenbahn-Gesellschaft in Erfurt. 1860 wurde er Direktor der Thüringischen Eisenbahn-Gesellschaft. Am 1. Juli 1864 wurde er 1. Gelehrter Senator in Kiel.

### Rückkehr nach Schleswig
Nach dem Sieg Preußens im Deutsch-Dänischen Krieg kehrte Wilhelm Lesser nach Schleswig zurück und wurde am 14. September 1864 Vorsitzender der Holsteinischen Regierung, zuständig für Finanzen. Er wurde königlich-dänischer Kommissar für die Holsteinische Ständeversammlung, eingesetzt durch den österreichischen Statthalter Generalmajor Ludwig Karl Wilhelm von Gablenz.
Am 11. Juni 1866 erfolgte seine Entsetzung auf der Holsteinischen Ständeversammlung in Itzehoe durch preußische Offiziere auf Befehl von Generalleutnant Edwin von Manteuffel, dem preußischen Statthalter des Herzogtums Schleswig.

### Bürgermeister von Wandsbek
Am 14. März 1870 wurde er zum Bürgermeister von Wandsbek gewählt und hatte dieses Amt zwölf Jahre bis zum 22. Mai 1882 inne.

## Familie
Seine Paten waren Etatrat Ewers, Justizrat Schmith-Ruseldeck, Justizrat Stehn, Justizrat Joachim Otto Friedrich Spies (1780–1844), Frau Lütchen und Frl. Emilie Kirstein. Sein Vater Johann Joachim Gottfried (1771–1833) ist 1812 Rittmeister, später Oberst, im dänischen Generalstab, 1832 Postmeister in Kiel. Seine Mutter war Anna Amelie Caroline von Plato (1778–1834).
Am 29. März 1843 schloss er in Kopenhagen seine erste Ehe mit Maria Louise Lehmann (1819–1848). Ihr Bruder Orla Lehmann war Vertreter der Bewegung eines Dänemarks bis zur Eider und 1848 dänischer Minister, Sie selbst war die Tochter des Deputierten Martin Christian Gottlieb Lehmann und der Louise Friederike Bech. Seine Söhne Karl Ludwig Martin Gottfried (* 1844) und Wilhelm Otto Waldemar (* 1847) gingen nach Amerika und sind später verschollen. Die Tochter Friederike Louise (1846–1904) war Lehrerin in Kiel.
Seine zweite Ehe, geschlossen am 19. April 1860 in Erfurt, mit Johanna Margarethe Pfeiffer (1824–1912), Tochter des Kaufmanns Jonas Friedrichs Pfeiffer und Anna Juliane Lameyer in Erfurt, blieb kinderlos.

## Ehrungen
Wilhelm Lesser erhielt am 22. August 1866 das Komturkreuz des österreichischen Franz-Joseph-Ordens für seinen Einsatz für Holstein und die österreichischen Interessen.
Am 4. November 1887 wurde Lesser zum Ehrenbürger von Wandsbek ernannt. Der erste Ehrenbürger Wandsbeks war sein Kollege in der Holsteinischen Regierung Franz Christoph Reimers, der nächste Ehrenbürger nach Wilhelm 1891 Otto Fürst von Bismarck.
Am 16. Dezember 1890 wurde die Lesserstraße in Wandsbek nach ihm benannt.
Das vom Magistrat in Auftrag gegebene Ölbild von ihm hängt heute im Museum für Hamburgische Geschichte.

## Werke
- Topographie des Herzogtums Schleswig, Verlag Carl Schröder, Kiel 1853